# Idioma woiwurrung

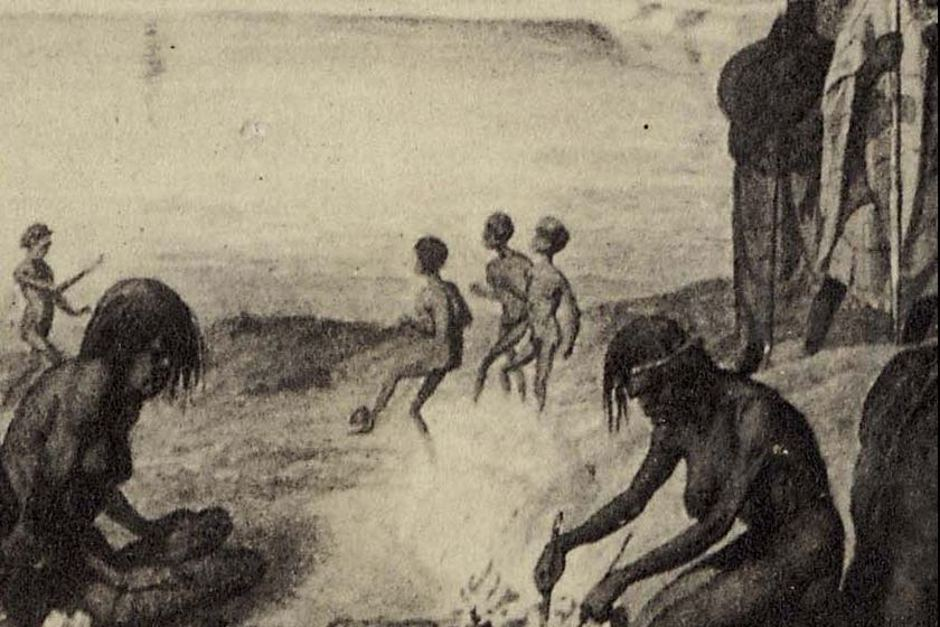
Juego de pelota marn grook, jugado por hablantes del Woiwurrung del clan Wurundjeri, c. 1857.

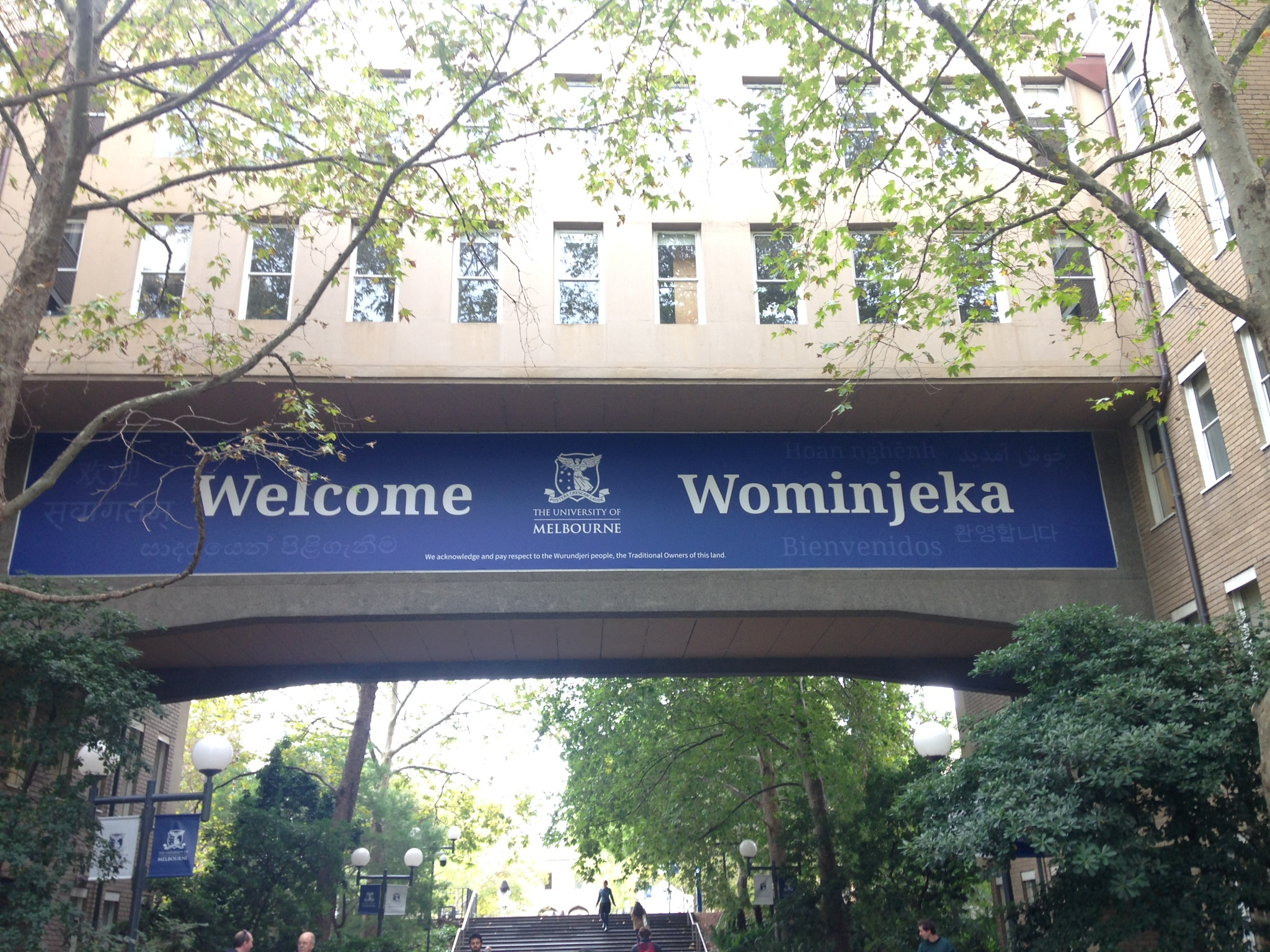
Cartel de bienvenida en el edificio Medley, Universidad de Melbourne

Woiwurrung  (a veces se escribe Woiwurrong, Woiworung, Wuywurung, Wuywurung) es un idioma de Kulin. Gente de la nación de la cuenca del río Yarra (Birrarung) en Victoria. El idioma permanece, pero no es ampliamente conocido ni hablado debido al impacto de la colonización.

## Fonología
|           | Periféricas | Periféricas | Laminal | Laminal  | Apical     | Apical |
| Bilabial  | Velar       | Palatal     | Dental  | Alveolar | Retrofleja |        |
| --------- | ----------- | ----------- | ------- | -------- | ---------- | ------ |
| Oclusiva  | b/p         | g/k         | ɟ/c     | d̪/t̪      | d/t        | ɖ/ʈ    |
| Nasal     | m           | ŋ           | ɲ       | n̪        | n          | ɳ      |
| Lateral   |             |             |         |          | l          | ɭ      |
| Rótica    |             |             |         |          | r          | ɽ      |
| Semivocal | w           | w           | j       |          |            |        |
No está claro si las dos consonantes róticas son trill y flap, o tap y approximant. Las vocales en Woiwurrung son /a e i o u/.

## Pronombres
En el caso de los pronombres de Woiwurrung, el tallo parece ser el ngali estándar (tú y yo), pero el frente fue sufijado a wa-, así que wa+ngal se combina para formar wangal abajo.
|                      | Singular | dual            | plural                                        |
| -------------------- | -------- | --------------- | --------------------------------------------- |
| 1ª persona inclusiva |          | wa.ŋal          | wa.ŋa.ɲin                                     |
| 1ª persona exclusiva | wan      | wa.ŋan          | wa.ŋa.ɲi.ɲu                                   |
| 2ª persona           | war      | wa.bul          | wat ɡu.ra.bil(.la), wat ba.lak, wat wu.ɾun.ðu |
| 3ª persona           | mu.ɲi    | mu.ɲi ɡa.ra.bil | ma.lu ɡu.ra.bi.la                             |

Traducción de las palabras
- Wangal = tú y yo
- Wangan = nosotros dos
- Munyi gurrabil = ellos dos
- Munyi gurrabila = ellos

## Otro vocabulario
- Bik = tierra, país
- Boorondara = sombra, oscuridad, noche (origina del nombre de la Ciudad de Boroondara)
- Nyilum bik = tierra pobre / tierra dura (origina del nombre del Condado de Nillumbik)
- Wominjeka = hola / bienvenido
- yabber = para hablar
- Yarra = fluir, (también significa "pelo").  Se cree que fue dado erróneamente al río Yarra (que en realidad fue llamado Birrarung por los indígenas locales) por un primer poblador que le preguntó a un niño cómo se llamaba, que estaba confundido y respondió "está fluyendo".